# Fútbol en Nueva Zelanda
El fútbol asociación es uno de los deportes más populares de Nueva Zelanda. Es el más jugado por los neozelandeses de entre 4 y 16 años y el total de los jugadores (198.757 en 2012) representa el 4,61% de la población total del país.
La Asociación de Fútbol de Nueva Zelanda (New Zealand Football en inglés) se fundó en 1891, siendo una de las más antiguas del Mundo. Desde entonces el país oceánico apareció en dos ediciones de la Copa Mundial de la FIFA, en España 1982 y Sudáfrica 2010, tres veces en la Copa Confederaciones, México 1999, Francia 2003 y Sudáfrica 2009 y ganó la Copa de las Naciones de la OFC en 1973, 1998, 2002 y 2008. Además de muchas otras participaciones en campeonatos sub-23, sub-20 y sub-17. A nivel de clubes, el Auckland City Football Club y el Waitakere United, dos de las franquicias participantes de la ASB Premiership, conquistaron en repetidas ocasiones la Liga de Campeones de la OFC y por lo tanto, fueron varias veces los representantes de Oceanía en la Copa Mundial de Clubes de la FIFA.
En fútbol femenino, se organiza anualmente la ASB Women's Youth League. La selección femenina jugó cuatro veces la Copa Mundial, en donde nunca pudo superar la primera fase.
El país organizó tres torneos internacionales, la Copa Mundial Sub-17 de 1999, el Mundial Femenino Sub-17 de 2008 y el torneo Sub-20 de 2015,  y 19 campeonatos continentales a nivel selecciones y de clubes, incluyendo la Copa de las Naciones de la OFC, los campeonatos Sub-20 y Sub-17, el Torneo Preolímpico de la OFC, el Campeonato de Clubes de Oceanía y los torneos femeninos Sub-20 y Sub-17.

## Historia

### Inicios
En 1891 se creó la Asociación de Fútbol de Nueva Zelanda bajo el nombre de New Zealand Soccer y los primeros clubes comenzaron a ser fundados. La selección nacional disputó su primer partido el 23 de julio de 1904 en un contexto no oficial ante un combinado representativo de Nueva Gales del Sur. Recién en 1922 jugó su primer partido de carácter oficial, venciendo a Australia por 3-1.
Aunque la selección jugaba amistosos periódicamente el único torneo a nivel de clubes era la Copa Chatham. Además, la negativa de la Confederación Asiática de Fútbol de recibir a Nueva Zelanda dificultó el esparcimiento del deporte. Sin embargo, en 1948 la asociación logró su ingreso a la FIFA.

### Encaje en el fútbol internacional
En 1966, las asociaciones de Australia, Nueva Zelanda, Fiyi y Papúa Nueva Guinea se agruparon para conformar una confederación oceánica, la OFC se fundó finalmente el 15 de noviembre.
En un intento de comenzar a profesionalizar el fútbol en el país la Liga Nacional se creó en  1970 incluyendo a los mejores clubes de las ligas regionales.
El primer éxito internacional fue la obtención de la Copa Oceanía 1973, primera edición del torneo que daría lugar a la creación de la Copa de las Naciones de la OFC en 1996. Varios años más tarde, entre 1980 y 1981, los All Whites obtuvieron grandes logros en la fase de clasificación para la Copa Mundial de 1982 como el 5-0 a Arabia Saudita cuando este era el único resultado que le servía a los Kiwis y la victoria sobre China por 2-1 en un desempate disputado en Singapur, lograron obtener un cupo para España 1982, donde la selección fue goleada en sus tres presentaciones.
En los años subsiguientes los logros del seleccionado nacional fueron la obtención de la Copa de las Naciones de la OFC en 1998 y 2002.

### Renovación
Con el anuncio de la partida a la Confederación Asiática de Fútbol de la Federación Australiana en el país surgieron ideas de cambio con respecto al futuro. En 2004 se renovó el sistema de ligas, creando el Campeonato de Fútbol de Nueva Zelanda que consta de ocho franquicias que compiten en los meses de verano para no interferir con los torneos regionales en invierno. En 2008 los All Whites ganaron la Copa de las Naciones de la OFC y luego de vencer a Baréin clasificó al Mundial de Sudáfrica 2010, en donde fue el único equipo que no perdió ningún partido. En esta etapa, se cambió la denominación de New Zealand Soccer a New Zealand Football por parte de la Asociación nacional y las categorías sub-23, sub-20 y sub-17 comenzaron a aparecer continuamente en torneos internacionales.

## Estilo de juego
Se utilizan mucho los centros con destino a jugadores altos para poder convertir goles, por lo que en los córneres se dan gran cantidad de tantos. Generalmente se lo cataloga como un fútbol trabado y duro en donde no predominan los futbolistas ágiles y rápidos.
Otra táctica típica del fútbol de Nueva Zelanda se da en los saques desde la mitad de la cancha. Allí el jugador que recibe la pelota se la entrega a un compañero más retrasado y corre hacia el área contraria junto con el otro delantero, entonces el dominante de la pelota efectúa un centro con destino a los delanteros con el objetivo de que éstos la cabeceen hacia el arco. El objetivo es conseguir un gol en el primer minuto de juego.

## Clubes
Actualmente existen en el país dos categoría de clubes muy diferenciadas una de otra. Existen las franquicias y los equipos normales. Las primeras están conformadas por la unión de varios clubes de una región y compiten entre sí en la ASB Premiership y en la White Ribbon Cup, siendo las más exitosas el Auckland City FC y el Waitakere United, aunque el Wellington Phoenix Football Club juega en la A-League australiana, siendo el único equipo profesional del país. Los demás clubes disputan las ligas regionales, la Copa Chatham y, antiguamente, la Liga Nacional, algunos jugadores de las franquicias, para no perder rodaje mientras éstas se encuentran inactivas, participan en los torneos regionales. La única liga regional que posee una pirámide divisional es la Northern League, primera división de la Federación de Fútbol de Auckland, dado que existe la Lotto Sport Italia NRFL Division 1 y la Division 2. En este rubro se destacan equipos como el University-Mount Wellington, Christchurch United, Waitakere City FC y el Central United, entre otros.

### Clásicos
El clásico de Auckland, que incluye a las dos franquicias más exitosas del país, el Auckland City FC y el Waitakere United, es la mayor rivalidad entre clubes de Nueva Zelanda. Estos dos clubes definieron en reiteradas ocasiones el título de la competición nacional y representaron a la nación en competiciones internacionales en múltiples ocasiones.
Otros clásicos de menor importancia son el que compartieron University-Mount Wellington y Christchurch United entre los años 1970 y 1990, ya que solían definir los títulos más importantes entre sí, sin embargo, actualmente no se enfrentan. Otro ejemplo de rivalidad puede ser entre Miramar Rangers y Wellington Olympic.

### Competencias internacionales
Los primeros representantes del estado en competiciones internacionales fueron el University-Mount Wellington y el North Shore United, que jugaron en 1987 el Campeonato de Clubes de Oceanía y la Copa de Ganadores de Copa de la OFC respectivamente. Luego de la desaparición del segundo torneo, el siguiente club neozelandés en jugar una competencia con clubes de otros países fue el Central United en 1999 y luego el Napier City Rovers en 2001. Para el torneo de 2005, el Auckland City fue la primera franquicia en aparecer a nivel internacional. Sin embargo, todos estos clubes no lograron títulos hasta que en 2006 Auckland City se coronó campeón venciendo 3-1 en la final al AS Pirae de la Polinesia Francesa, logrando además el pasaje a la Copa Mundial de Clubes de la FIFA.
A partir de entonces se intentó profesionalizar el torneo y se creó la Liga de Campeones de la OFC. Desde ese momento, el Waitakere United y el Auckland City lograron coronarse dos y cinco veces campeones de Oceanía respectivamente, siendo la misma cantidad de veces la que representaron a Nueva Zelanda en el Mundial de Clubes.

## Selecciones

### Masculina
El seleccionado nacional jugó su primer partido el 23 de julio de 1904 ante Nueva Gales del Sur, pero el primer encuentro oficial fue el 17 de junio de 1922 contra Australia, a quien venció 3-1.
Desde entonces se coronó campeón de Oceanía en cuatro oportunidades, 1973, 1998, 2002 y 2008. Además, participó en la Copa Mundial en España 1982 y Sudáfrica 2010 y en tres ediciones de la Copa FIFA Confederaciones.

#### Masculina Sub-23
Disputó su primer partido el 22 de mayo de 1991 con Australia. Desde entonces ganó dos veces el Torneo Preolímpico de la OFC, por lo que estuvo presente en los Juegos Olímpicos de Pekín 2008 y Londres 2012.

#### Masculina Sub-20
Su primera presentación tuvo lugar el 8 de diciembre de 1974 contra Nueva Caledonia. Acumula cinco títulos, siete subcampeonatos y seis ocasiones en el tercer lugar en el Campeonato Sub-20 de la OFC. Jugó la Copa Mundial Sub-20 cuatro veces, en donde logró alcanzar los octavos de final en 2015, cuando fue organizador del evento.

#### Masculina Sub-17
Es la selección neozelandesa más exitosa. Desde el primer encuentro el 3 de diciembre de 1983 ante China Taipéi se proclamó campeón del Campeonato Sub-17 de la OFC en cinco oportunidades, siendo en 1997 el primer seleccionado de Nueva Zelanda en clasificar a un torneo internacional tras vencer 1-0 a Australia en la final. Afrontó siete veces el Mundial Sub-17, en el cual logró superar la fase de grupos en 2009 y 2011, siendo la primera selección del país en lograrlo y la que más veces lo ha hecho.

### Femenina
Afrontó su primer encuentro el 25 de agosto de 1975 ante Hong Kong. Desde entonces estuvo cuatro veces en la Copa del Mundo y ganó cinco ediciones del Campeonato Femenino de la OFC y una de la Copa Asiática femenina de la AFC.

#### Femenina Sub-20
Formada previo al 2002, desde 2006 jugó cuatro veces seguidas la Copa Mundial Femenina de Fútbol Sub-20 al haber ganado esa misma cantidad de veces el Campeonato de la OFC.

#### Femenina Sub-17
Jugó su primer partido el 8 de diciembre de 2007 contra Australia. Ganó dos veces el Campeonato Femenino Sub-17 de la OFC pero jugó en cuatro oportunidades la Copa Mundial, ya que en 2008 y 2014 clasificó automáticamente.

## Estadios
La mayoría de los principales recintos futbolísticos más importantes se encuentran en la Isla Norte. Entre los estadios destacados figuran el North Harbour, Westpac y Mount Smart Stadium, entre otros. Generalmente los clubes y las franquicias de la ASB Premiership juegan en estados pequeños de no más de 5.000 personas de capacidad.

## Árbitros
El referí más destacado es Peter O'Leary, internacional de la FIFA desde 2003, dirige en la A-League, la ASB Premiership y la Liga de Campeones de la OFC. Los otros dos árbitros internacionales son Michael Hester y Chris Kerr.